# 罗登伯里陨击坑

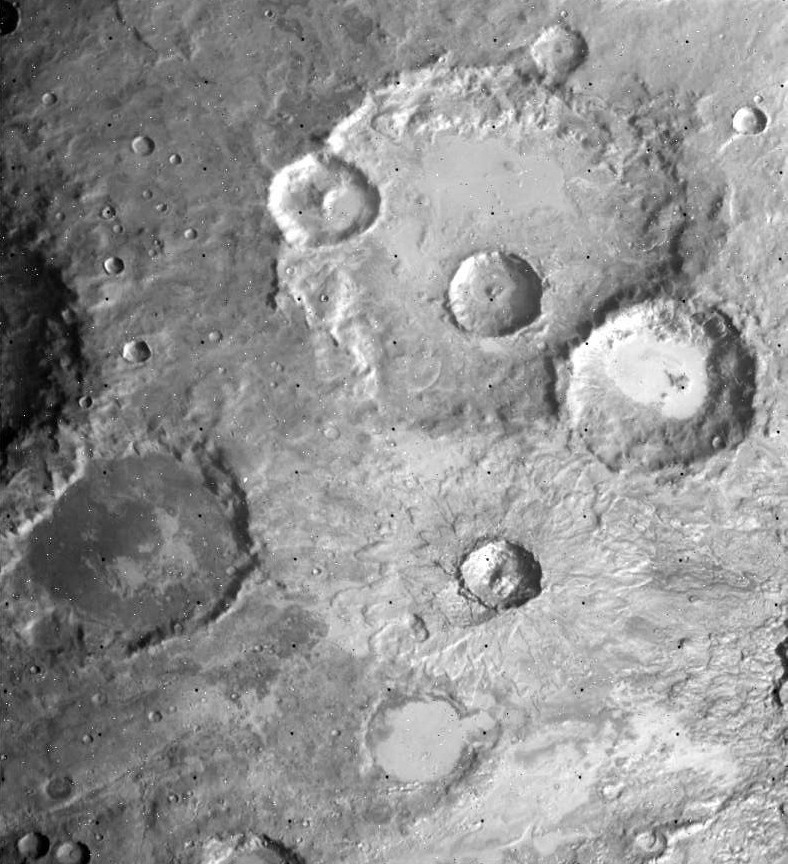
海盗1号拍摄的另一幅罗登伯里陨击坑照片。

罗登伯里陨击坑（Roddenberry）是坐落在火星阿耳古瑞区诺亚高地的一座撞击坑，中心坐标位于南纬49度、西经4度处，直径139公里。该陨坑以美国电视连续剧星际迷航的创作者吉恩·卫斯理·罗登伯里(1921年—1991年）所命名，1994年被国际天文联合会行星系统命名工作组批准接受。
罗登伯里陨击坑西南坐落了更大的格林陨击坑。

## 另请查看
- 火星撞击坑